# Milton Campbell
Tiokamparen med samma namn, se Milt Campbell
Milton Campbell, född den 15 maj 1976, är en amerikansk friidrottare som tävlar i kortdistanslöpning. 
Cambell har bara deltagit vid internationella mästerskap inomhus, men tillhört världseliten inomhus på 400 meter under 2000-talet. Hans genombrott kom vid inomhus-VM 1999 då han blev silvermedaljör på 400 meter på tiden 45,99. Vid samma mästerskap blev han även guldmedaljör i stafetten över 4 x 400 meter. Vid inomhus-VM 2001 blev han åter silvermedaljör på 400 meter, denna gång på tiden 46,45. 
Vid inomhus-VM 2003 ingick han i det amerikanska stafettlag som blev världsmästare. Han deltog även vid inomhus-VM 2004 men slutade då på en femte plats på 400 meter på tiden 46,74.
Hans senaste mästerskapsstart var vid inomhus-VM 2006 i Moskva då han slutade femma på 400 meter men blev guldmedaljör i stafett.

## Personliga rekord
- 200 meter - 20,47 (20,42 inomhus)
- 400 meter - 44,67